# Aukusti Uotila

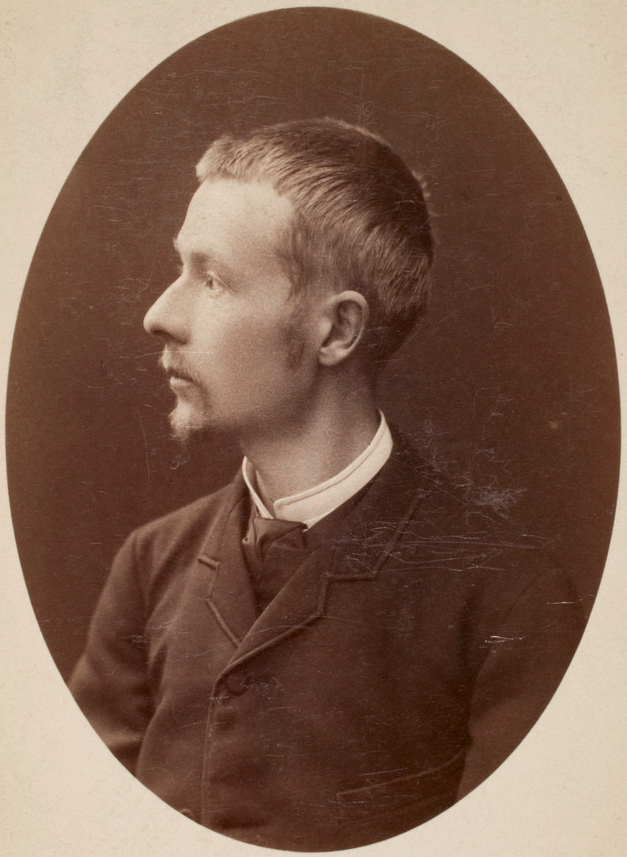
Augusti Uotila på 1880-talet. (Fotografi av Daniel Nyblin.)

Aukusti (August) Uotila, född 5 maj 1858 i Urdiala, död 18 mars 1886 i Ajaccio, Korsika, var en finländsk målare.

## Karriär
Aukusti var son till lantbrukaren Antti Uotila och Ulrika Maria Laatu och bror till diktaren Oskar Uotila samt farbror till politikern Pertti Uotila och målaren Antti Favén.
Uotila studerade vid konstföreningens ritskola i Helsingfors 1873–1876 och efter avlagd studentexamen 1876 fortsatte han sina studier för Hjalmar Munsterhjelm vid Helsingfors universitets ritsal 1876–1877. Samtidigt studerade han medicin vid Helsingfors universitet men avbröt sina studier för att koncentrera sig på sitt konstnärskap. Han vistades därefter ett par år i Frankrike där han studerade konst för Henri Lehmann vid École nationale supérieure des Beaux-Arts i Paris 1877–1879.
Efter Paristiden återvände Uotila till Finland 1879 där han medverkade i någon konstutställning innan han 1880 återvände till Frankrike där han var bosatt på flera olika orter. Han levde ett konstant fattigt liv och 1881 drabbades han av en sjukdom som fick honom att söka sig till ett klimat som var bättre för hans hälsa. Han bosatte sig på Korsika där han avled 1886. Han begravdes i Ajaccio där endast familjen och hans italienska långivare var närvarande.
Som konstnär representerade Uotila en realistisk stil och till hans bästa arbete räknas de han utförde i Paris. Finlands konstförening anordnade en minnesutställning för Uotila och Johannes Takanen hösten 1886. Hans konst består av  figur- och landskapsskildringar. Uotila är representerad vid bland annat Ateneum och Finlands Nationalgalleri i Helsingfors.

### Uppslagsverk
- Uotila, Aukusti i Uppslagsverket Finland (webbupplaga, 2012). CC-BY-SA 4.0
- Europas konstnärer, sid. 613.
- Amos Andersons konstmuseum.